# Bundesliga de 1979–80
A Primeira Divisão do Campeonato Alemão de Futebol da temporada 1979-1980, denominada oficialmente de Fußball-Bundesliga 1979-1980, foi a 17º edição da principal divisão do futebol alemão. O campeão foi o FC Bayern München que conquistou seu 6º título na história do Campeonato Alemão.

## Premiação
| 1. Fußball-Bundesliga 1979-1980       |
| Baviera                               |
| ------------------------------------- |
| FC BAYERN MÜNCHEN Campeão (6º título) |